# Krzysztof Szuyski
Krzysztof Szuyski herbu Pogoń Ruska (zm. ok. 1635 roku) – podstoli brzeskolitewski w 1632 roku.
Był elektorem Władysława IV Wazy z województwa brzeskolitewskiego w 1632 roku.